# Heinrich Karl Woynar
Heinrich Karl Woynar (3 de junio de 1865 - 7 de agosto de 1917) fue un naturalista, farmacéutico, botánico, y pteridólogo austríaco.

## Vida y carrera
Estudió en la Universidad de Innsbruck, y en julio de 1889, obtuvo el doctorado. En 1900, unos tres meses antes de la muerte de su padre, se trasladó a Graz, donde trabajó hasta su muerte. Permaneció soltero. En 1912, el año antes de la publicación de su más importante trabajo botánico, se convirtió en miembro de la Sociedad de Ciencias Naturales de Estiria.
Falleció a causa de un ataque cerebral.

## Algunas obras
- 1912. Verzeichnis der Farn- und Blütenpflanzen. In R. ARMÜTTER. Rattenberg und das mittlere Unterinntal. 5ª ed. pp. 163 — 180 (también publicado por separado con su propia paginación) Rattenberg

- 1913a. Bemerkungen über Farnpfianzen Steiermarks. Mitt. naturw. Ver. Steierm. 49: 120—200

- 1913b. De agnis tartaricis et vegetabilibus. Von den Lämmern, so aus der Erde wachsen. Pharm. Post 46 (24): 249—253 [Betrifft das Rhizom des Farnes Gibotium barometz u. a. Pfianzenteile von tier- und menschen-ähnlicher Gestalt]

- 1914a. Über die Knospenlage der Botrychien. österr. bot. Z. 64 (3—4): 101-107

- 1914b. Zur Nomenklatur einiger Farngattungen. I. Gymnopteris. Hedwigia 55: 376—377

- 1915. Zur Nomenklatur einiger Farngattungen. II. Filix. Hedwigia 56: 381-387

- 1917. Einige Worte über GEOFFROYS Arzneimittellehre. Pharm. Post 50 (73): 629—632. [Betrifft GEOFFROY, Tractatus de materia medica, PRITZEL Nr. 3276 und die botanische Nomenklatur im 18. Jh.]

- 1918. Betrachtungen über Polypodium austriacum Jacq.. Ósterr. bot. Z. 67 (8-9): 267-275

## Honores
- 1918: se recibe su herbario por el Instituto de Botánica de la Universidad de Graz

### Eponimia
Especies
- (Dryopteridaceae) Dryopteris × woynarii Rothm.[3]

- (Aspleniaceae) Asplenium woynarianum Asch. ex Graebn.[4]